# Zum goldenen Stern (Querfurt)

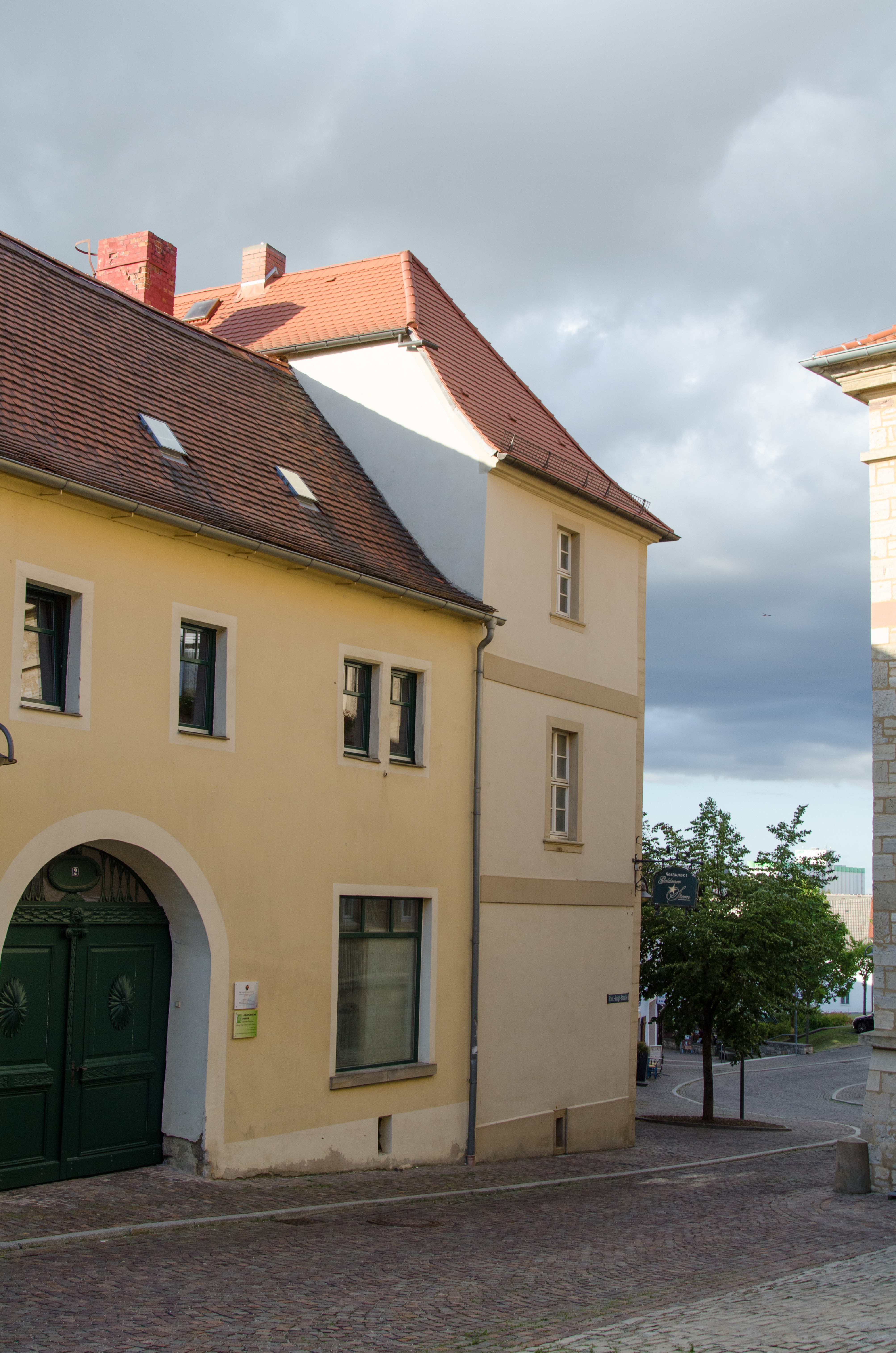
Gasthof Zum goldenen Stern

Der Gasthof Zum goldenen Stern ist ein denkmalgeschützter Gasthof in der Stadt Querfurt in Sachsen-Anhalt. Im örtlichen Denkmalverzeichnis ist er unter der Erfassungsnummer 094 06004 als Baudenkmal verzeichnet.
Der ehemalige Gasthof Zum goldenen Stern befindet sich in der Tränkstraße 1, direkt am Markt von Querfurt. Das ursprüngliche Gebäude wurde 1502 errichtet, die Inschrift dafür wurde bei einem Umbau nach 1938 überputzt. Eine noch erhaltene Inschrift mit sechszackigem Stern aus dem 16. Jahrhundert befindet sich über der Eingangstür und lautet:
W Got erhelt

d. Armut

bleibet woll

nimant

verachtn

Hans Merten

Koch 1571
Eine weitere Inschrift aus dem 18. Jahrhundert wurde bei einem Umbau ebenfalls überputzt. Beim Schlussstein des Torbogens der Hofeinfahrt befindet sich ein goldener Stern mit der Inschrift Der Gasthoff steht in Gottes Hand. Zum Güldnen Stern wird er genannt 17 AD: 02 aus dem Jahre 1702. Heute wird das Gebäude als Restaurant Goldener Stern und von einem Computer-Zentrum genutzt.